# Großdubrau
Großdubrau (em alto sorábio: Wulka Dubrawa) é um município da Alemanha localizado no distrito de Bautzen, região administrativa de Dresden, estado da Saxônia.